# Copris umbilicatus
Copris umbilicatus är en skalbaggsart som beskrevs av Abeille De Perrin 1901. Copris umbilicatus ingår i släktet Copris och familjen bladhorningar. Inga underarter finns listade i Catalogue of Life.